# Загамбар

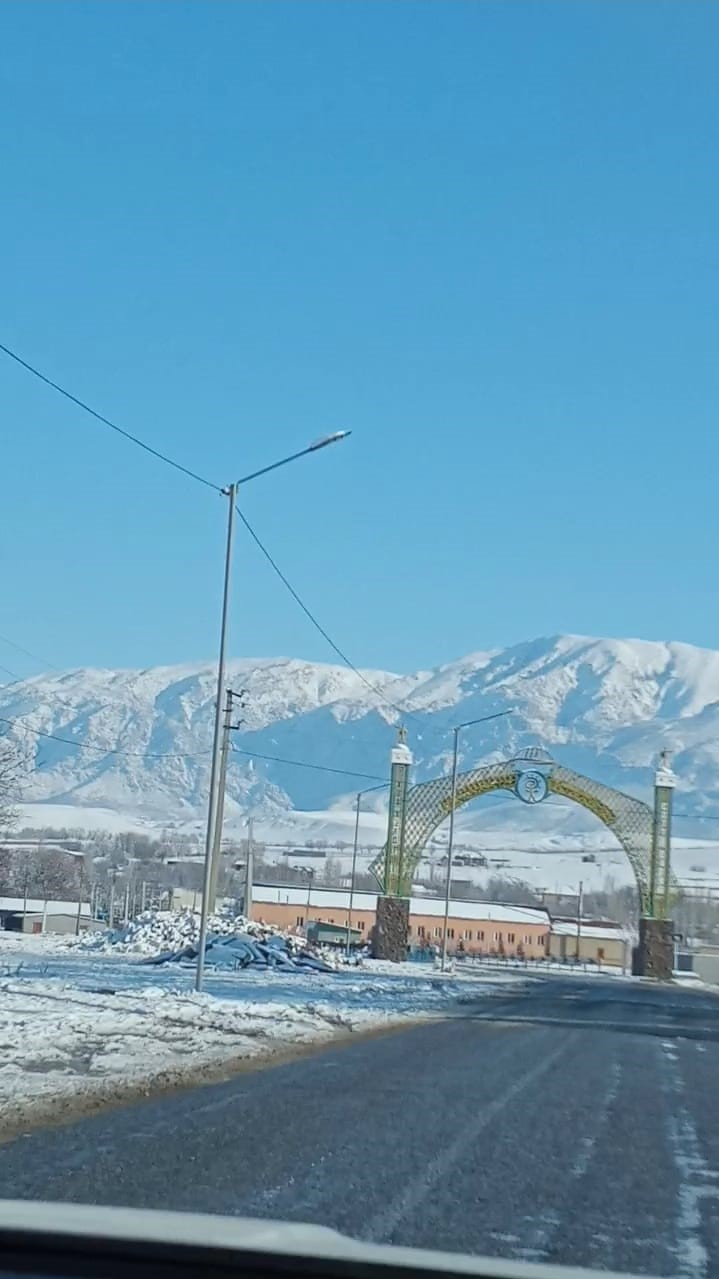
село Загамбар

Загамбар (каз. Зағамбар, до 2017 г. — Камшак) — село в Толебийском районе Туркестанской области Казахстана. Входит в состав сельского округа Биринши Мамыр. Код КАТО — 515839500. В селе находится школа по имени Аль-Фараби.

## Население
В 1999 году население села составляло 3695 человек (1852 мужчины и 1843 женщины). По данным переписи 2009 года в селе проживали 4723 человека (2356 мужчин и 2367 женщин), по данным переписи населения Казахстана 2021 в селе проживает примерно 6000 человек.